# Kristian Poulsen (Politiker)
Kristian „Pablo“ Poulsen (* 8. März 1944 in Qaqortoq; † 26. August 2014) war ein grönländischer Journalist, Gewerkschafter, Politiker, Autor und Dolmetscher.

## Leben
Kristian Poulsen wurde in Qaqortoq geboren und wuchs in Ammassivik auf. Er besuchte die Efterskole in Qaqortoq und studierte anschließend Journalismus an der Universität Kopenhagen und der Universität Aarhus. Anschließend arbeitete er ab den 1970er Jahren als Journalist in Grönland. Er setzte sich für die Rechte der Inuit in Nordamerika ein und war einer der Initiatoren für das Inuit Circumpolar Council. Er kämpfte auch für die grönländische Autonomie und war Mitgründer der Siumut. Kurze Zeit später gründete er auch die Sulisartut Partiiat, für die er nach Einführung der Hjemmestyre als Parteivorsitzender bei der Inatsisartut-Wahl 1979 kandidierte. Die Partei erhielt 5,6 % der Stimmen, aber konnte keinen Sitz erzielen. Er kandidierte auch bei der Folketingswahl 1979 ohne gewählt zu werden. Die Partei wurde drei Jahre später aufgelöst. Er gründete und leitete die Journalismusausbildung in Grönland und war als Gesellschaftsdebatteur bekannt. 1989 wurde er zum Vorsitzenden der grönländischen Gewerkschaft SIK ernannt, musste aber im Jahr darauf wegen eines Finanzskandals zurücktreten. Zuletzt arbeitete er als Dolmetscher und Übersetzer für die Regierung und die Gemeinde Qaqortoq. Daneben war er auch als Autor aktiv. Er starb 2014 im Alter von 70 Jahren.

## Werke
- 2001: Silarput unigani ingerlagami / Da verden evindeligt går videre („Weil unsere Welt unaufhörlich weitergeht“)
- 2012: Amerikap tiguagaanera („Die Eroberung Amerikas“)
- 2014: Ammassivimmit eqqaamasat („Erinnerungen aus Ammassivik“) (mit Kelly Berthelsen)